# Maurice Depauw
Maurice Depauw (in belgischen und niederländischen Quellen auch Depauw sr. oder De Pauw, * 12. Juni 1903 in Châtelet; † 9. Februar 1981 ebenda) war ein belgischer Radrennfahrer und nationaler Meister im Radsport.

## Sportliche Laufbahn
Depauw  gewann 1921 den Grand Prix François Faber in Luxemburg. Er wurde 1922 nationaler Meister im Straßenrennen der Unabhängigen vor Maurice De Waele. 1926 wechselte er zu den Berufsfahrern und erhielt einen Vertrag im Radsportteam Thoman-Dunlop in Frankreich. Er wurde in jener Saison Dritter der Belgien-Rundfahrt und der nationalen Meisterschaft der Berufsfahrer. 1927 siegte er im Rennen Circuit de Paris. 1927 wurde er auch auf dem 7. Platz der Flandern-Rundfahrt klassiert.